# Gliwice Port
Gliwice Port – kolejowa stacja towarowa w Gliwicach, w dzielnicy Łabędy, w województwie śląskim. Powstała w 1939 roku razem z wybudowaniem nowego gliwickiego portu położonego nad Kanałem Gliwickim.